# Bellegarde-Poussieu
Bellegarde-Poussieu è un comune francese di 936 abitanti situato nel dipartimento dell'Isère della regione dell'Alvernia-Rodano-Alpi.

## Società

### Evoluzione demografica
Abitanti censiti